# Gæld
 Denne artikel bør gennemlæses af en person med fagkendskab for at sikre den faglige korrekthed.

Gæld betragtes som et tilgodehavende en fysisk eller juridisk person (fordringshaveren) har mod en anden (skyldneren). 
Udtrykket anvendes mest om krav i penge, for eksempel hvor debitor skylder penge til kreditor. Gæld kan, ud over penge, også baseres i løsøre eller fast ejendom. 
Gæld kan forekomme mellem private, virksomheder eller offentlige myndigheder. Sidstnævnte er særligt reguleret i Lov om inddrivelse af gæld til det offentlige.
Juridisk anvendes fordring ofte synonymt med gæld.[kilde mangler]

## Håndtering af gæld
Misligholdes gældsforholdet, hvor eksempelvis debitor ikke betaler det aftalte til kreditor, findes der en lang række virksomheder, advokater og inkassobureauer der håndterer, indkræver og opkøber gæld hos fordringshaver. Disse er defineret og underlagt "lov om inkassovirksomhed" (Inkassoloven).
Virksomheden Experian håndterer en liste over dårlige betalere. Virksomheden er tidligere kendt som RKI.

## Ekstern henvisning
Gældsbrevsloven på retsinformation.dk